# Canadian Screen Award
Os Canadian Screen Awards (em francês: Les prix Écrans canadiens) são prêmios concedido anualmente pela Academia Canadense de Cinema e Televisão as melhores produções e personalidades canadenses no cinema, na televisão e no meios de comunicação online. A primeira cerimônia de premiação foi realizada em 3 de março de 2013, e transmitida pela rede CBC Television.

## História
Fundada em 1979, a Academy of Canadian Cinema & Television conta com mais de 4 mil profissionais da indústria televisiva e cinematográfica. Até 2012, realizava o Genie Awards, premiação voltada para o cinema, e o Gemini Awards, que premiava os melhores da TV e do rádio canadense. Em 2012, os prêmios se uniram e formaram o Canadian Screen Awards.